# Bernd Rachuth
Bernd Rachuth (* 21. Mai 1955) ist ein deutscher Verlagsleiter und seit 2011 Vorsitzender der Klaus-Groth-Gesellschaft. 
Bernd Rachuth studierte in Göttingen Germanistik, Geschichte und Publizistik. Von 1976 bis 1981 war er zuerst Assistent und dann Dramaturg am Deutschen Theater in Göttingen. Danach wurde er Assistent von Walter Kempowski. Seit 1985 leitet Rachuth den Boyens Buchverlag in Heide (Holstein).

## Veröffentlichungen
- mit Günter Pump: Ostseelandschaften. Boyens, Heide 1995 ISBN 3-8042-0682-4.
- mit Günter Pump: Schleswig-Holstein. Reisen durch Städte und Landschaften. Boyens, Heide 1996 ISBN 3-8042-0769-3.
- mit Günter Pump: Nordseelandschaften. Boyens, Heide 1998 ISBN 3-8042-0815-0.
- mit Günter Pump: Büsumer Ferienbilder. Boyens, Heide 1999 ISBN 3-8042-0840-1.
- mit Melitta Kolberg: Schleswig-Holstein. Reisen durch Städte und Landschaften. Boyens Heide Heide 2011 ISBN 978-3-8042-1331-9.
- Herkunftsort Heide – Spuren seiner Kindheitswelt in Gedichten Klaus Groths. In: Christian Bunners, Dieter Stellmacher, Grote (Hrsg.): Norddeutsche Dichterorte – ihre Spuren in den Werken von Schriftstellern (= Beiträge der Fritz Reuter Gesellschaft. Band 25). Hinstorff, Rostock 2015, ISBN 978-3-356-01920-9, S. 49–59.